# Hans Zimniak

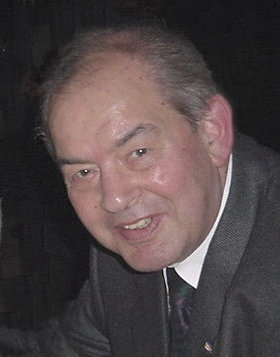
Hans Zimniak

Johannes Gerardus (Hans) Zimniak (Heerlen, 22 december 1929 – Dongen, 24 juli 2006), was een Nederlands bokser.
In 1946 bokste hij z’n eerste gevecht, behaalde goud bij de Zuid-Nederlandse Kampioenschappen en werd Militair Kampioen van Nederland. Hij woonde in Dongen en runde er sportscholen. Daarnaast was hij actief binnen de Districts Technische Commissie van de Nederlandse Boks Bond.  
Ooit zei Zimniak in een interview: “Ik hoop dat ik op mijn 80ste nog in de ring kan coachen.” In juli 2003 kwam er een einde aan de boks- en judovereniging. Opmerkelijk:  zijn de boksdemonstratie voor Prins Bernhard op Soesterberg, zijn bijdrage aan het boksen voor vrouwen en de spraakmakende “sit-down”-actie in 1966 in Maastricht als protest tegen een onterechte juryuitslag. Voor zijn inzet en bijdrage aan het Dongense verenigingsleven werd hij in 2001 Koninklijk onderscheiden.
Hans Zimniak overleed in 2006 op 76-jarige leeftijd.